# Épingle
Pour les articles homonymes, voir Épingle.

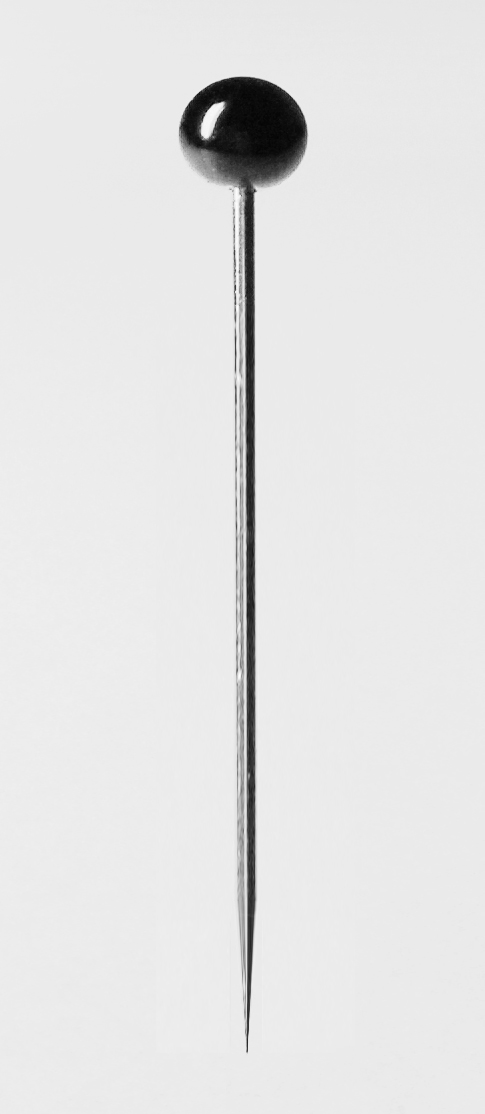
Épingle de couture.

Une épingle est un petit objet filiforme utilisé pour maintenir ensemble des objets. Elle est pointue d'un côté et a une tête de l'autre côté.
Sa qualification, la forme de sa tête et la longueur de sa pointe changent avec sa fonction (épingle à chapeau, épingle de bureau, etc.). Certains objets portent le nom d'épingle sans en avoir vraiment la forme, c'est le cas de l'épingle à cravate ou de l'épingle de sûreté.
Les épingles permettent d’éviter au tissu de glisser lors de la couture d’un vêtement par exemple.
Des dés à coudre existent et permettent d’éviter de se blesser les doigts durant la couture.

## Historique
Les premières épingles connues datent de 4 000 av. J.-C. ; elles étaient utilisées dans l'Égypte antique pour fixer les vêtements. Elles étaient alors en cuivre, en épine ou en arête de poisson.
Dans la Grèce et la Rome antiques, ce sont les fibules, plus proches de l'épingle de sûreté, qui sont utilisées pour le même usage.
Les épingles en fer sont courantes depuis le XVIe siècle. Elles ont été fabriquées à la main jusqu'à ce que l'Américain Lemnel Wright invente une machine pour les fabriquer en 1820.

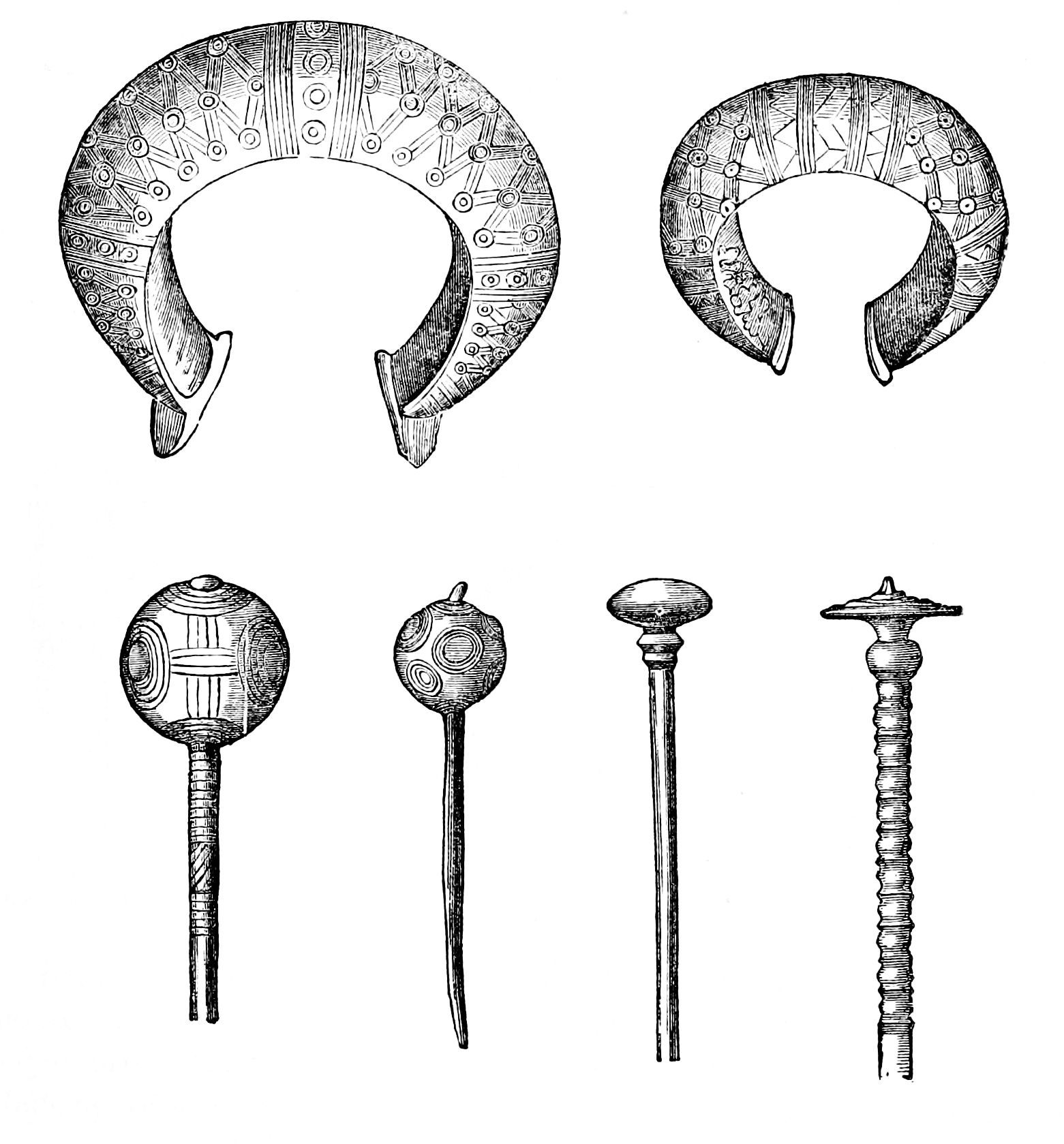
En bas, épingles à cheveux en bronze, datant de l'âge du bronze (Suisse).
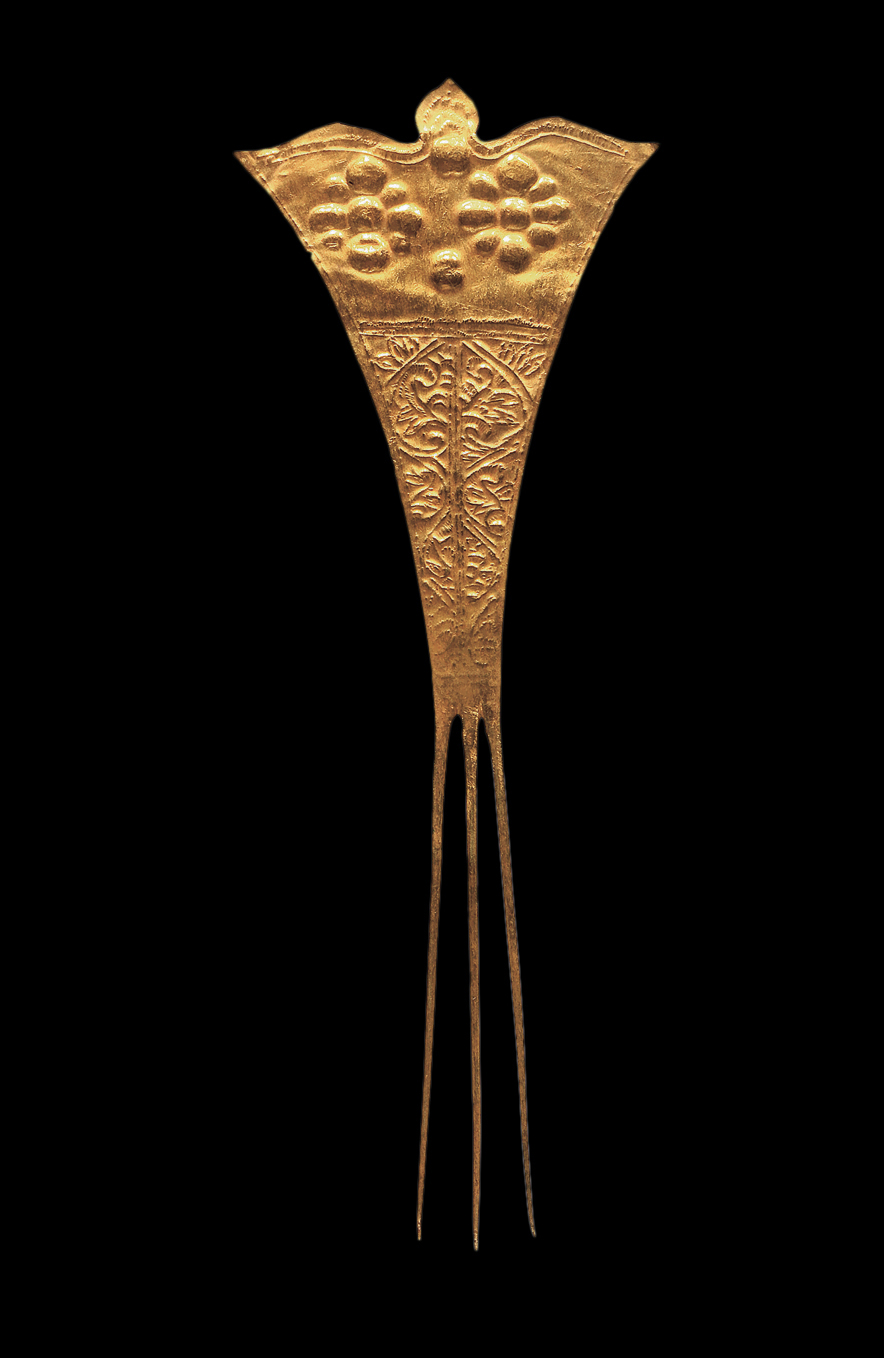
Épingle à cheveux en or de la tombe du roi Muryeong, VIe siècle, (Corée).

## Utilisation
Elle est largement utilisée en couture pour assembler les tissus préalablement à la confection, lors d'essayages par exemple.
Elle est aussi utilisée pour fixer des papiers sur un support, elle s'appelle alors « épingle de bureau » et ne diffère de la punaise que par une pointe plus longue et un embout en plastique plus long, permettant de la repositionner facilement.
Elle sert aussi à maintenir les chapeaux sur des coiffures élaborées, on la désigne alors par le terme « épingle à chapeau » ; la tête est souvent ouvragée ou accessoirisée avec des pierreries et la pointe est beaucoup plus longue.
Quelques épingles :
- épingle camion : petite épingle fine utilisée pour bloquer le début des pièces de ruban d'une longueur d'environ 7 mm, elle sert aussi à fixer les étiquettes sur le fond des cartons à insectes ;
- épingle argentine : épingle de laiton argenté utilisée par les décorateurs et les modistes ;
- épingle fine : épingle utilisée par les couturiers ;
- épingle à tête de verre : elle peut être blanche ou colorée et résiste au repassage ;
- épingle emballeur : grande épingle no 12 utilisée en couture pour les matériaux épais ;
- épingle d'amour : épingle utilisée par les dentellières, la tête est décorée d'une figurine en verre ;
- épingle d'habillage : épingle à tête en forme de perle utilisée pour maintenir en place les différentes pièces composant un costume (châle, tablier…) ;
- épingle à nourrice ou épingle de sûreté : petit objet en métal destiné à attacher ensemble des pièces de tissu d’une manière rapide et temporaire ;
- épingle entomologique : sert à piquer les insectes naturalisés dans les cartons et à les manipuler. Pour les plus petits spécimens, on utilise des épingles courtes et très fines, sans tête, appelées minuties.
- épingle à cheveux : épingles utilisées pour la coiffure, et qui ont aussi une importance symbolique dans les cultures chinoise, coréenne et japonaise.

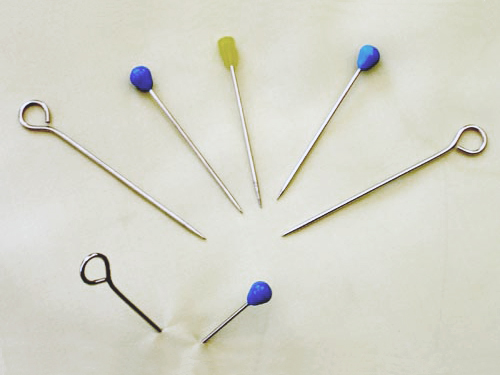
Épingles de couture.
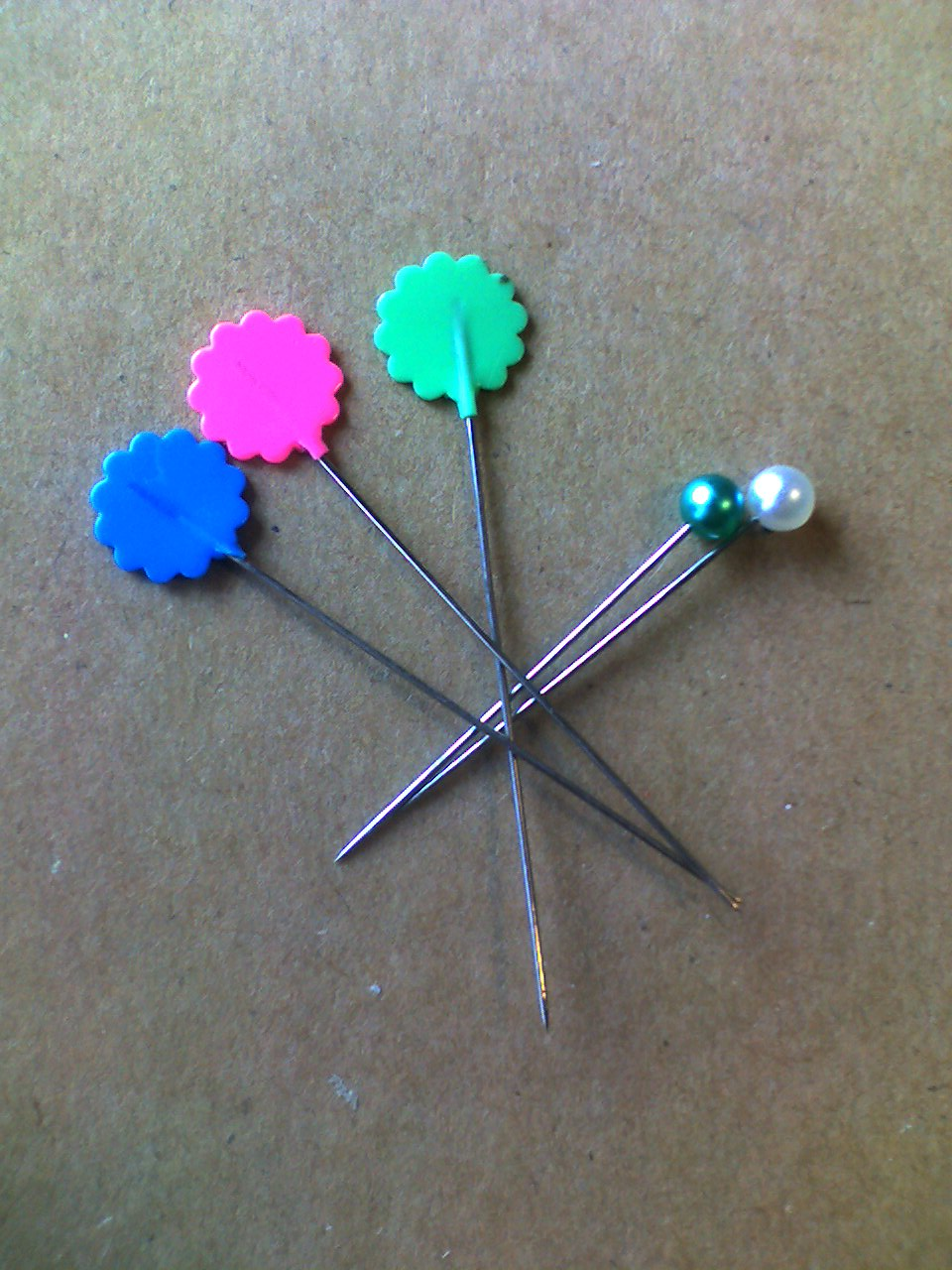
Épingles décorées.
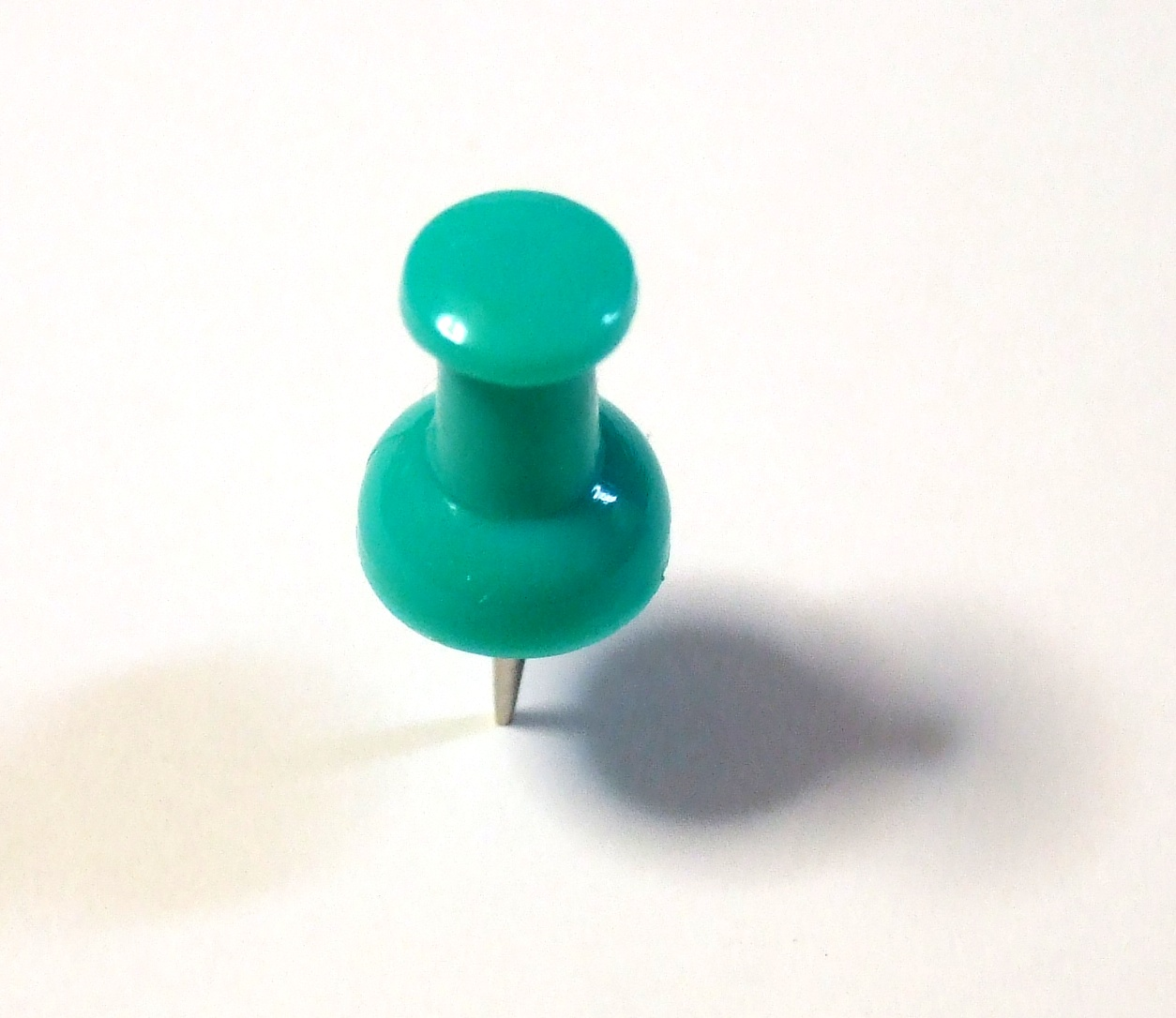
Épingle-punaise de bureau.
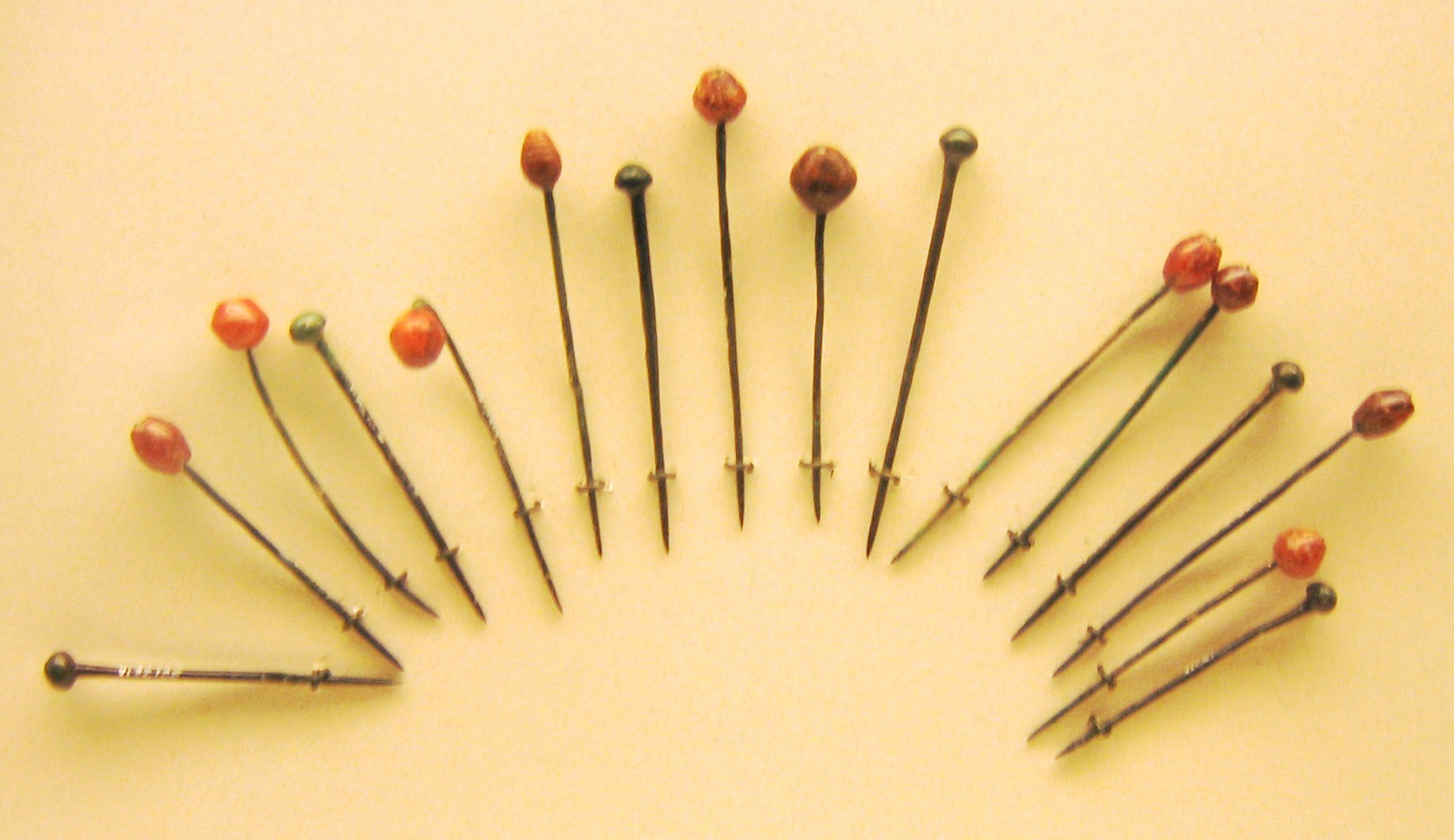
Épingles à chapeau.
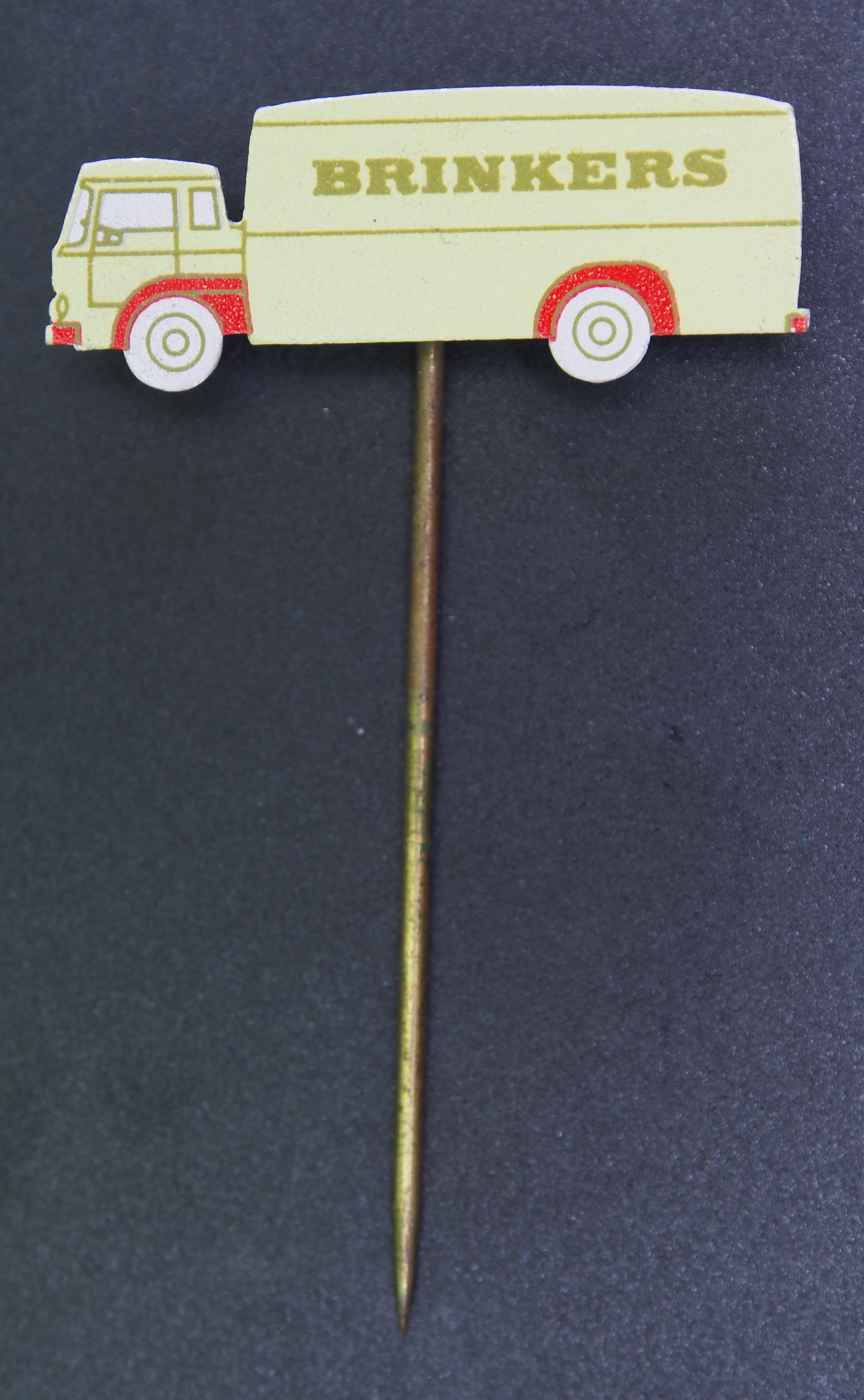
Épingle publicitaire.
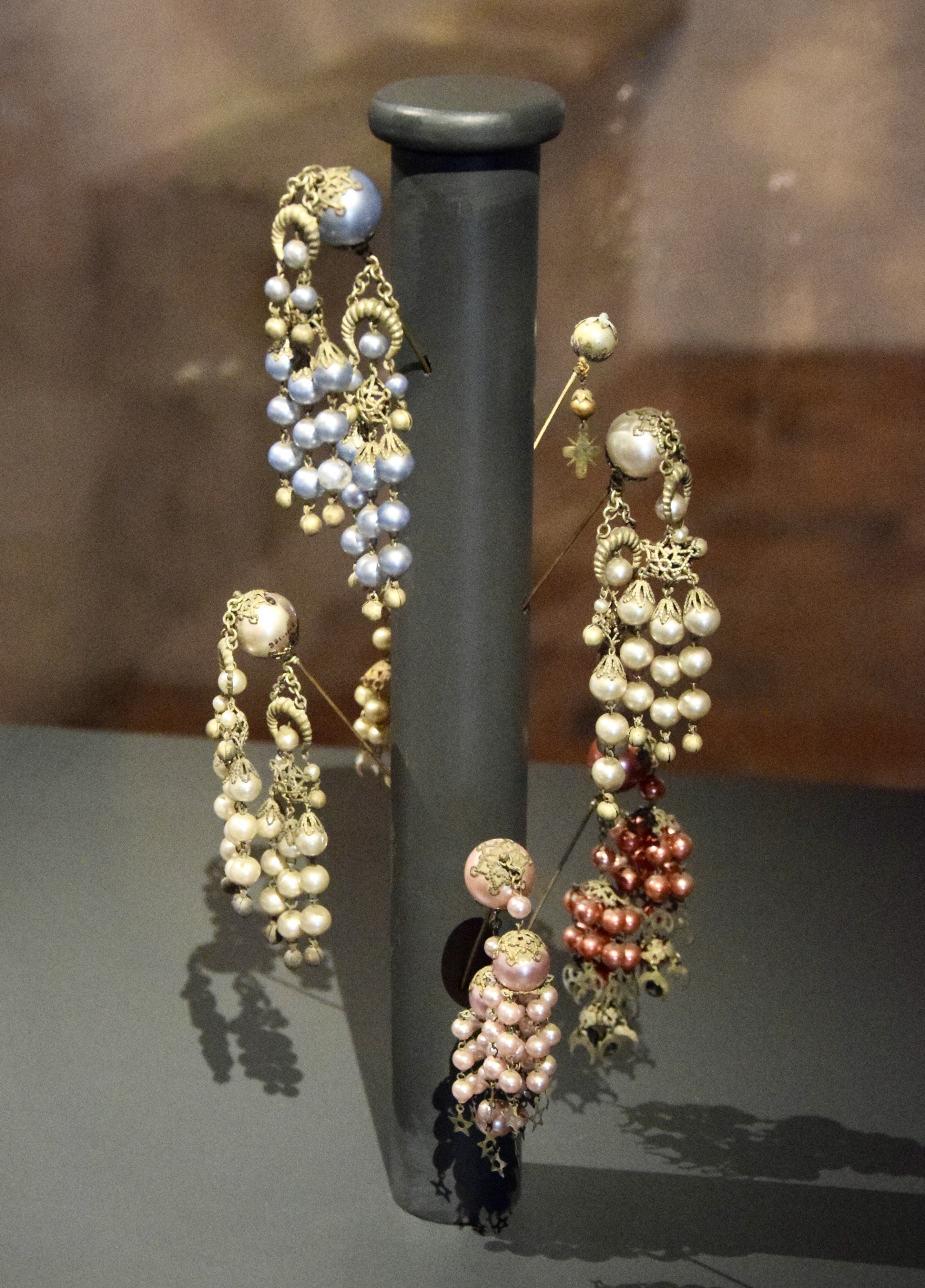
Épingle de Pardon.

## Autres

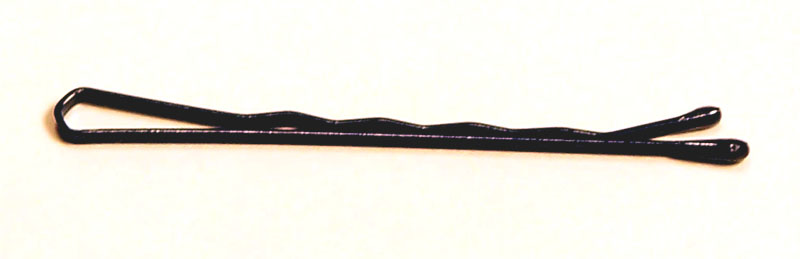
L'« épingle à cheveux » ayant donné son nom au virage.

- On appelle une « épingle », un virage très serré en « épingle à cheveux » rencontré sur les circuits automobiles ou en côte dans le cas des virages en lacets.
- Au sens figuré, en entomologie, Les Épingles sont les brèves sur des sujets d’actualité publiées par Alain Fraval depuis 2001 sur le site de la revue Insectes[2].